# Strefa konwergencji
Strefa konwergencji (strefa zbieżności) – strefa atmosfery, w której dochodzi do zbliżania się i interakcji prądów powietrznych, co zazwyczaj prowadzi do ruchu pionowego powietrza oraz tworzenia się chmur i opadów atmosferycznych.
Może ona powstawać pod wpływem lokalnej rzeźby terenu (np. w zwężeniach między pasmami górskimi) albo w samych układach barycznych.